# Olympische Sommerspiele 1992/Leichtathletik – 800 m (Frauen)
Der 800-Meter-Lauf der Frauen bei den Olympischen Spielen 1992 in Barcelona wurde am 31. Juli, 1. und 3. August 1992 in drei Runden im Olympiastadion Barcelona ausgetragen. 36 Athletinnen nahmen teil.
Olympiasiegerin wurde die Niederländerin Ellen van Langen. Sie gewann vor der Russin Lilija Nurutdinowa, die für das Vereinte Team startete, und der Kubanerin Ana Fidelia Quirot.
Für Deutschland gingen Sigrun Grau, Christine Wachtel und Sabine Zwiener an den Start. Wachtel, Silbermedaillengewinnerin von 1988 für die DDR, und Zwiener scheiterten in der Vorrunde. Grau, die unter ihrem damaligen Namen Sigrun Wodars 1988 Olympiasiegerin war (damals ebenfalls für die DDR am Start), schied im Halbfinale aus.

Athletinnen aus der Schweiz, Österreich und Liechtenstein nahmen nicht teil.

## Aktuelle Titelträgerinnen
| Olympiasiegerin 1988                      | Sigrun Wodars ( DDR)              | 1:56,10 min | Seoul 1988            |
| Weltmeisterin 1991                        | Lilija Nurutdinowa ( Sowjetunion) | 1:57,50 min | Tokio 1991            |
| Europameisterin 1990                      | Sigrun Wodars ( DDR)              | 1:55,87 min | Split 1990            |
| Panamerikanische Meisterin 1991           | Ana Fidelia Quirot ( Kuba)        | 1:58,71 min | Havanna 1991          |
| Zentralamerika und Karibik-Meisterin 1991 | Angelita Lind ( Puerto Rico)      | 2:05,96 min | Xalapa 1991           |
| Südamerika-Meisterin 1991                 | Maria Figueiredo ( Brasilien)     | 2:00,45 min | Manaus 1991           |
| Asienmeisterin 1991                       | Qu Yunxia ( Volksrepublik China)  | 2:04,65 min | Kuala Lumpur 1991     |
| Afrikameisterin 1992                      | Zewde Hailemariam ( Äthiopien)    | 2:06,20 min | Belle Vue Maurel 1992 |
| Ozeanienmeisterin 1990                    | Helen Hawley ( Neuseeland)        | 2:09,35 min | Suva 1990             |

## Bestehende Rekorde
| Weltrekord         | 1:53,28 min | Jarmila Kratochvilová ( Tschechoslowakei) | München, BR Deutschland (heute Deutschland)    | 26. Juli 1983 |
| Olympischer Rekord | 1:53,43 min | Nadija Olisarenko ( Sowjetunion)          | Finale OS Moskau, Sowjetunion (heute Russland) | 27. Juli 1980 |

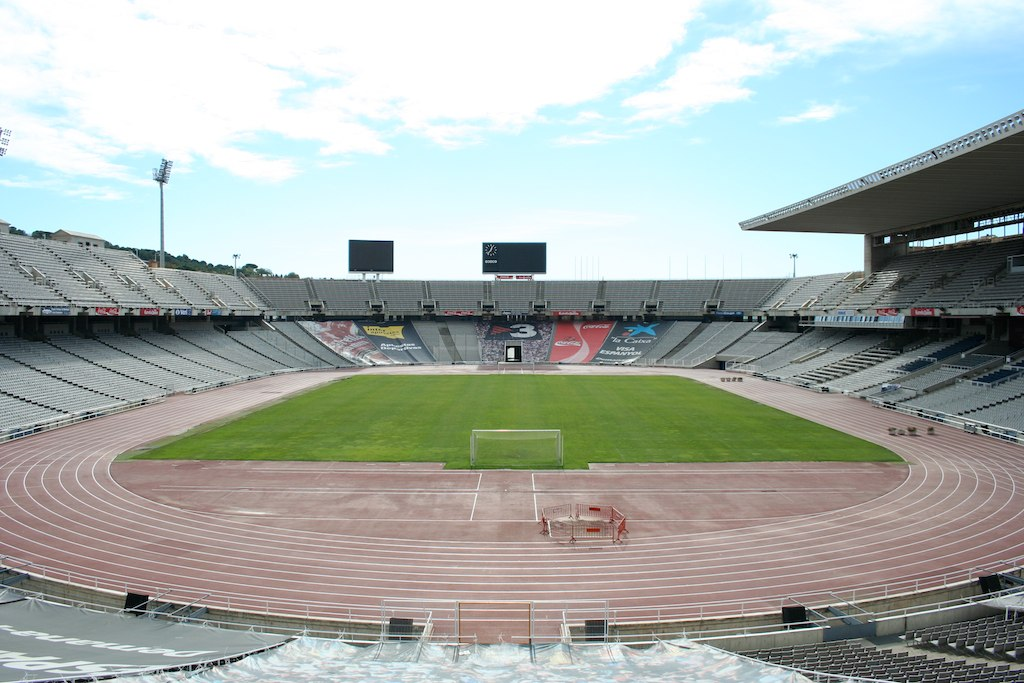
Das Olympiastadion von Barcelona im Jahr 2008

Der bestehende olympische Rekord wurde bei diesen Spielen nicht erreicht. Die niederländische Olympiasiegerin Ellen van Langen verfehlte den Rekord im schnellsten Rennen, dem Finale, mit ihren 1:55,54 min um 2,11 Sekunden. Zum Weltrekord fehlten ihr 2,26 Sekunden.

## Vorrunde
Datum: 31. Juli 1992
Die Läuferinnen traten zu insgesamt fünf Vorläufen an. Für das Halbfinale qualifizierten sich pro Lauf die ersten zwei Athletinnen. Darüber hinaus kamen die sechs Zeitschnellsten, die sogenannten Lucky Loser, weiter. Die direkt qualifizierten Athletinnen sind hellblau, die Lucky Loser hellgrün unterlegt.

### Vorlauf 1
11:30 Uhr
| Platz | Name               | Nation                       | Zeit        |
| ----- | ------------------ | ---------------------------- | ----------- |
| 1     | Sigrun Wodars      | Deutschland                  | 2:00,31 min |
| 2     | Lilija Nurutdinowa | EUN                          | 2:00,37 min |
| 3     | Diane Edwards      | Großbritannien               | 2:00,39 min |
| 4     | Shiny Abraham      | Indien                       | 2:01,90 min |
| 5     | Stella Jongmans    | Niederlande                  | 2:02,26 min |
| 6     | Brigitte Nganaye   | Zentralafrikanische Republik | 2:15,70 min |
| DSQ   | Rosalie Gangué     | Tschad                       |             |

### Vorlauf 2

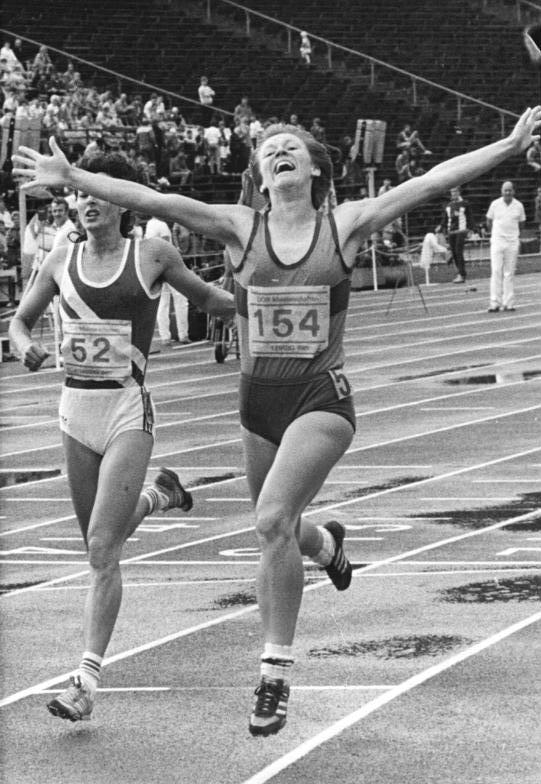
Die Silbermedaillengewinnerin von 1988 Christine Wachtel (rechts) schied als Vierte des zweiten Vorlaufs aus

11:37 Uhr
| Platz | Name               | Nation         | Zeit        |
| ----- | ------------------ | -------------- | ----------- |
| 1     | Joetta Clark       | USA            | 1:59,62 min |
| 2     | Ellen van Langen   | Niederlande    | 1:59,86 min |
| 3     | Carla Sacramento   | Portugal       | 2:00,57 min |
| 4     | Christine Wachtel  | Deutschland    | 2:01,39 min |
| 5     | Paula Fryer        | Großbritannien | 2:02,72 min |
| 6     | Sukanya Sang-Nguen | Thailand       | 2:09,94 min |
| 7     | Andrea Garae       | Vanuatu        | 2:28,61 min |

### Vorlauf 3
11:33 Uhr
| Platz | Name                    | Nation      | Zeit        |
| ----- | ----------------------- | ----------- | ----------- |
| 1     | Ella Kovacs             | Rumänien    | 1:59,62 min |
| 2     | Letitia Vriesde         | Suriname    | 1:59,93 min |
| 3     | Julie Jenkins           | USA         | 1:59,96 min |
| 4     | Sabine Zwiener          | Deutschland | 2:00,87 min |
| 5     | Fabia Trabaldo          | Italien     | 2:01,44 min |
| 6     | Sriyani Dhammika Manike | Sri Lanka   | 2:03,85 min |
| 7     | Prisca Singamo          | Malawi      | 2:20,84 min |

### Vorlauf 4
11:58 Uhr
| Platz | Name               | Nation         | Zeit        |
| ----- | ------------------ | -------------- | ----------- |
| 1     | Inna Jewsejewa     | EUN            | 1:58,58 min |
| 2     | Ana Fidelia Quirot | Kuba           | 1:59,06 min |
| 3     | Charmaine Crooks   | Kanada         | 1:59,52 min |
| 4     | Lorraine Baker     | Großbritannien | 2:00,50 min |
| 5     | Liliana Sălăgeanu  | Rumänien       | 2:02,65 min |
| 6     | Zewde Hailemariam  | Äthiopien      | 2:11,60 min |
| DSQ   | Carol Galea        | Malta          |             |

### Vorlauf 5
11:58 Uhr
| Platz | Name                   | Nation     | Zeit        |
| ----- | ---------------------- | ---------- | ----------- |
| 1     | Ljubow Gurina          | EUN        | 2:00,27 min |
| 2     | Maria de Lurdes Mutola | Mosambik   | 2:00,83 min |
| 3     | Meredith Rainey        | USA        | 2:01,33 min |
| 4     | Viviane Dorsile        | Frankreich | 2:01,54 min |
| 5     | Amaya Andrés           | Spanien    | 2:02,67 min |
| 6     | Gladys Wamuyu          | Kenia      | 2:03,01 min |
| 7     | Edith Nakiyingi        | Uganda     | 2:03,55 min |
| 8     | Mantokoane Pitso       | Lesotho    | 2:29,77 min |

## Halbfinale
Datum: 1. August 1992
In den beiden Halbfinals qualifizierten sich die jeweils ersten vier Läuferinnen (hellblau unterlegt) für das Finale.

### Lauf 1

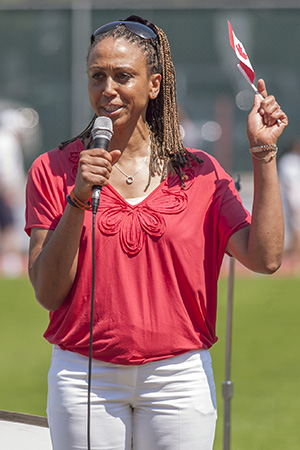
Charmaine Crooks (Foto: 2013) erreichte als Sechste des ersten Semifinals nicht den Endlauf

19:25 Uhr
| Platz | Name                   | Nation         | Zeit        |
| ----- | ---------------------- | -------------- | ----------- |
| 1     | Lilija Nurutdinowa     | EUN            | 1:58,04 min |
| 2     | Maria de Lurdes Mutola | Mosambik       | 1:58,16 min |
| 3     | Inna Jewsejewa         | EUN            | 1:58,20 min |
| 4     | Joetta Clark           | USA            | 1:58,22 min |
| 5     | Letitia Vriesde        | Suriname       | 1:58,28 min |
| 6     | Charmaine Crooks       | Kanada         | 1:58,55 min |
| 7     | Lorraine Baker         | Großbritannien | 2:02,17 min |
| 8     | Sabine Zwiener         | Deutschland    | 2:02,64 min |

### Lauf 2

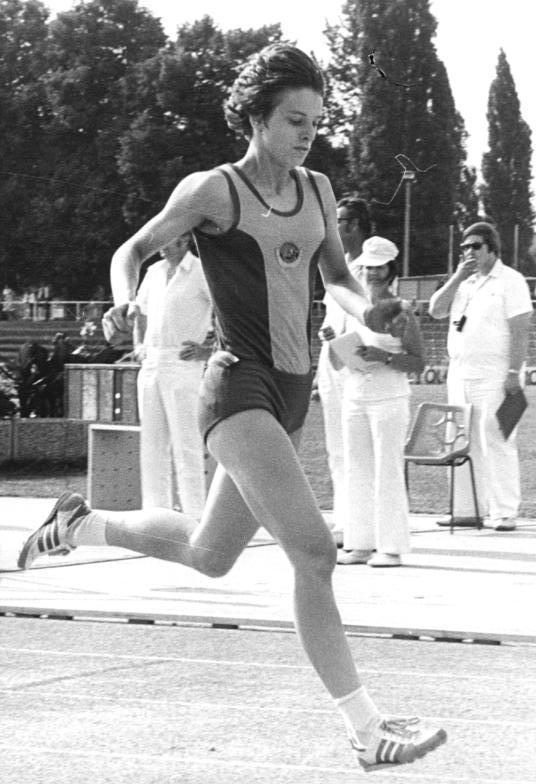
Die Olympiasiegerin von 1988 Sigrun Grau, frühere Sigrun Wodars, scheiterte als Fünfte des zweiten Halbfinals
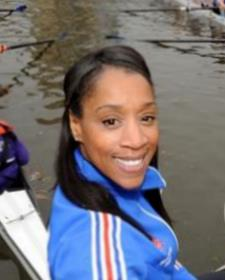
Diane Edwards erreichte das Halbfinale, wo sie als Siebte ihres Rennens ausschied

19:30 Uhr
| Platz | Name               | Nation         | Zeit        |
| ----- | ------------------ | -------------- | ----------- |
| 1     | Ljubow Gurina      | EUN            | 2:00,64 min |
| 2     | Ellen van Langen   | Niederlande    | 2:00,68 min |
| 3     | Ana Fidelia Quirot | Kuba           | 2:00,86 min |
| 4     | Ella Kovacs        | Rumänien       | 2:00,89 min |
| 5     | Sigrun Grau        | Deutschland    | 2:00,91 min |
| 6     | Carla Sacramento   | Portugal       | 2:02,85 min |
| 7     | Diane Edwards      | Großbritannien | 2:04,32 min |
| 8     | Julie Jenkins      | USA            | 2:06,53 min |

## Finale

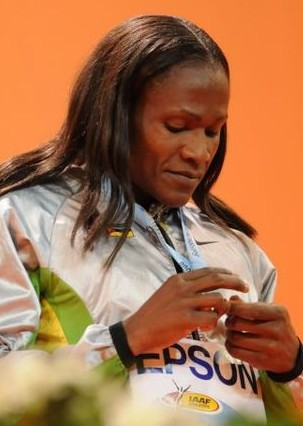
Maria Mutola (Foto: 2008) – spätere Olympiasiegerin (2000) und dreifache Weltmeisterin (1993/2001/2003) – kam hier auf den fünften Platz
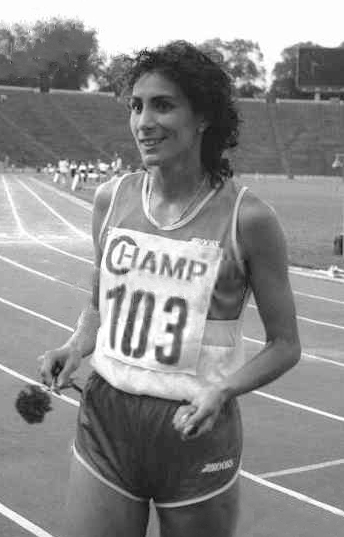
Ella Kovacs belegte Rang sechs

Datum: 3. August 1992, 19:55 Uhr
| Platz | Name                   | Nation      | Zeit        |
| ----- | ---------------------- | ----------- | ----------- |
| 1     | Ellen van Langen       | Niederlande | 1:55,54 min |
| 2     | Lilija Nurutdinowa     | EUN         | 1:55,99 min |
| 3     | Ana Fidelia Quirot     | Kuba        | 1:56,80 min |
| 4     | Inna Jewsejewa         | EUN         | 1:57,20 min |
| 5     | Maria de Lurdes Mutola | Mosambik    | 1:57,49 min |
| 6     | Ella Kovacs            | Rumänien    | 1:57,59 min |
| 7     | Joetta Clark           | USA         | 1:58,06 min |
| 8     | Ljubow Gurina          | EUN         | 1:58,13 min |

Für das Finale am 3. August hatten sich drei Athletinnen aus dem Vereinten Team qualifiziert. Hinzu kamen jeweils eine Läuferin aus Kuba, Mosambik, den Niederlanden, Rumänien und den USA.
Nachdem die Olympiasiegerin von 1988 und amtierende Europameisterin Sigrun Grau im Halbfinale ausgeschieden war, lag die Favoritenrolle bei der hier für das Vereinte Team startenden Weltmeisterin Lilija Nurutdinowa und der Weltjahresbesten Ellen van Langen aus den Niederlanden. Weitere Medaillenkandidatinnen waren Vizeweltmeisterin Ana Fidelia Quirot aus Kuba und die WM-Dritte Ella Kovacs aus Rumänien.
Im Finalrennen übernahm Nurutdinowa die Führung, konnte sich aber von ihren Verfolgerinnen nicht absetzen. Ihr folgten vor dem noch geschlossenen Feld Quirot und Maria Mutola aus Mosambik, die sich vor Ende der ersten Runde hinter Nurutdinowa platzierte. Die 400-Meter-Zwischenzeit war mit 55,73 s sehr schnell. Mutola lief in der nun folgenden Kurve etwas nach außen versetzt eng hinter der führenden Russin. Van Langen hielt sich stets klug auf der Innenbahn an sechster Stelle und hatte Kontakt zu den vor ihr laufenden Athletinnen. Auf der Gegengeraden änderte sich an der Reihenfolge vorne nichts, Nurutdinowa führte weiter vor Mutola und Quirot. Dahinter folgte Kovacs, van Langen war Fünfte und zog in der Zielkurve innen an der jetzt nachlassenden Kovacs vorbei. Auch Mutola und Quirot machten eingangs der Zielgeraden die Innenbahn frei, sodass die Niederländerin sich auf kürzestem Weg weiter nach vorne orientieren konnte. Noch immer lag Nurutdinowa knapp vor van Langen an der Spitze. Der Abstand zu Mutola und Quirot allerdings vergrößerte sich zusehends. Auf den letzten vierzig Metern zog Ellen van Langen auch jetzt wieder innen vorbei an Lilija Nurutdinowa und sicherte sich die Goldmedaille. Im Kampf um Bronze setzte sich Ana Quirot schließlich durch. Maria Mutola, der nun die Kräfte ausgingen, musste sogar noch die für das Vereinte Team laufende Ukrainerin Inna Jewsejewa passieren lassen. Ella Kovacs belegte dahinter Rang sechs vor der US-Amerikanerin Joetta Clark-Diggs|Joetta Clark und der Russin Ljubow Gurina, hier Teilnehmerin des Vereinten Teams.
Ellen van Langen gelang der erste niederländische Olympiasieg über 800 Meter der Frauen.

Ana Fidelia Quirot gewann die erste kubanische Medaille in dieser Disziplin.

## Videolinks
- Ellen van Langen - Women's 800m Final - 1992 Olympic Games, youtube.com, abgerufen am 24. Dezember 2021
- Women's 800m Final Barcelona Olympics 1992, youtube.com, abgerufen am 15. Februar 2018